# Lena Attar-Larson
Lena Birgitta Attar-Larson född 21 maj 1956 i Örebro, är en svensk illustratör, grafiker och bildkonstnär. 
Attar-Larson studerade grafisk grundutbildning vid Karolinska skolan i Örebro, Dômens konstskola i Göteborg, Gerlesborgsskolan samt i London. Hon har medverkat i samlingsutställningar vid: Liljevalchs vårsalong. Galleri 5 utställningen EnVar-temat Stockholm 2006. Samt utfört offentlig utsmyckning med en akvarell på Forums vårdcentral i Stockholms läns sjukvårdsområde. Hon tilldelades Örebro Landsting Kulturstipendium 1985 och LO:s kulturpris 1999. Attar-Larson är en av medlemmarna i Konstnärernas Kollektivverkstad i Nacka (KKV).
Hennes konst består av illustrationer, stadsbilder, naivistiska motiv samt mosaiker. Hon är representerad i Norrköpings konstmuseum, Västerås konstmuseum och Örebro läns museum, samt vid ett flertal kommuner och landsting.